# 2019 Maya Awards
Maya Awards lần thứ năm là lễ trao giải thường niên do Maya Channel Mazagine tổ chức, nhằm tôn vinh những người trong ngành giải trí Thái Lan trong các lĩnh vực âm nhạc, truyền hình và phim truyền hình vì những thành tựu mà họ đã đạt được trong năm 2019.
Đêm trao giải được tổ chức tại Nhà khiêu vũ lớn CDC Crystal, Băng Cốc, Thái Lan vào thứ Năm, ngày 19 tháng 9 năm 2019.

## Giải thưởng
Danh sách đoạt giải:

### Kênh truyền hình
| Entertainment Person of the Year (Nhân vật giải trí của năm) | Top Digital Television of the Year (Kênh truyền hình kỹ thuật số hàng đầu của năm) |
| ------------------------------------------------------------ | ---------------------------------------------------------------------------------- |
| - Chalong Pakdeevijit                                        | - Workpoint TV                                                                     |
| Best News Production (Nhà sản xuất tin tức hay nhất)         | Best Sports TV Program (Chương trình thể thao hay nhất)                            |
| - Nation TV                                                  | - Golf Channel Thailand                                                            |
| Most Sought-After Artist (Nghệ sĩ được săn đón nhiều nhất)   | Long Live TV Program (Chương trình hay nhất)                                       |
| - Mayurin Pongpudpunth                                       | - Chumtangdaotong (Channel 7)                                                      |
| Television Person of Honor (Nhân vật truyền hình danh dự)    |                                                                                    |
| - Khematat Pholdet, Giám đốc MCOT                            |                                                                                    |

### Chương trình và phim truyền hình
| Best Male Newscaster (BTV nam xuất sắc nhất)                             | Best Female Newscaster (BTV nữ xuất sắc nhất)                 |
| ------------------------------------------------------------------------ | ------------------------------------------------------------- |
| - Supachok Opasakhun của Amarin TV                                       | - Khemasorn Nukao của Thairath TV                             |
| Best Male Program Host (MC nam xuất sắc nhất)                            | Best Female Program Host (MC nữ xuất sắc nhất)                |
| - Varavuth Jentanakul tại Sing Your Face Off (Channel 7)                 | - Panita Tumwattana tại Kuizap Show (One 31)                  |
| Best News Analyst (Nhà phân tích tin tức tốt nhất)                       | Best Drama Director (Đạo diễn phim truyền hình xuất sắc nhất) |
| - Bakban Boonlert (Nation TV)                                            | - Samruay Rakchat của Satta Ya Thit Than (Channel 3)          |
| Male Rising Star (Sao nam đang lên)                                      | Female Rising Star (Sao nữ đang lên)                          |
| - Hussawee Pakrapongpisan trong phim Jao Saming (Channel 7)              | - Supapong Wongthongthong trong phim Angkor (Channel 3)       |
| Best Television Drama (Phim truyền hình hay nhất)                        | Best Action Drama (Phim hành động hay nhất)                   |
| - In Family We Trust (One 31)                                            | - Sarawat Yai (Channel 7)                                     |
| Best Actor (Nam diễn viên chính xuất sắc nhất)                           | Best Actress (Nữ diễn viên chính xuất sắc nhất)               |
| - Jirayu Tangsrisuk trong phim Krong Kam (Channel 3)                     | - Maylada Susri trong phim Pachara Montra (Channel 7)         |
| Best Supporting Actor (Nam diễn viên phụ xuất sắc nhất)                  | Best Supporting Actress (Nữ diễn viên phụ xuất sắc nhất)      |
| - Kelly Thanapat trong phim Leh Ruk Bussaba (Channel 7)                  | - Marie Broenner trong phim Mia 2018 (One 31)                 |
| Favorite TV Series of the Year (Phim truyền hình được yêu thích của năm) |                                                               |
| - Krong Kam (Channel 3) của Act-Art Generation                           |                                                               |

### Phim điện ảnh
| Best Actor (Nam diễn viên chính xuất sắc)                           | Best Actress (Nữ diễn viên chính xuất sắc)                              |
| ------------------------------------------------------------------- | ----------------------------------------------------------------------- |
| - Thaneth Warakulnukroh trong phim Pro May của Transformation Films | - Phantira Pipityakorn trong phim Inhuman Kiss của Transformation Films |
| Best Supporting Actor (Nam diễn viên phụ xuất sắc)                  | Best Supporting Actress (Nữ diễn viên phụ xuất sắc)                     |
| - Jason Young trong phim Friend Zone của GDH 559                    | - Hattaya Wongkrachang trong phim Pro May của Transformation Films      |
| Best Screenplay (Kịch bản hay nhất)                                 | Best Film Director (Đạo diễn xuất sắc nhất)                             |
| - Friend Zone của GDH 559                                           | - Pongpat Wachirabunjong trong phim Nakee 2 của Search Entertainment    |
| Best Movie (Phim điện ảnh hay nhất)                                 |                                                                         |
| - Nakee 2 của Search Entertainment                                  |                                                                         |

### Âm nhạc
| Favorite Male Singer (Nam ca sĩ được yêu thích)                           | Favorite Female Singer (Nữ ca sĩ được yêu thích)                           |
| ------------------------------------------------------------------------- | -------------------------------------------------------------------------- |
| - Perawat Sangpotirat từ GMMTV                                            | - Napassorn Phuthornjai và Piyanut Sueajongpru từ GMM Grammy               |
| Most Popular Male Country Singer (Nam ca sĩ nhạc đồng quê nổi tiếng nhất) | Most Popular Female Country Singer (Nữ ca sĩ nhạc đồng quê nổi tiếng nhất) |
| - Han Band từ Guitar Record                                               | - Tai Orathai từ Grammy Gold                                               |
| Hot New Singer (Ca sĩ mới nổi tiếng)                                      | Best Official Soundtrack (Nhạc phim hay nhất)                              |
| - ActArt Band từ Battery Music                                            | - "Siang Kong Tub" trong phim Sai Lohit (Channel 7) - Saran Sirilak        |

### Giải thưởng đặc biệt
| Most Popular Social Media TV (Kênh truyền hình mạng xã hội nổi tiếng nhất)           | Best Comeback Star (Sao trở lại thành công nhất)                   |
| ------------------------------------------------------------------------------------ | ------------------------------------------------------------------ |
| - LINE TV                                                                            | - Yuranunt Pamornmontri trong phim Bai Mai Tee Plid Plew (One 31)  |
| Male Star (Sao nam)                                                                  | Female Star (Sao nữ)                                               |
| - Itthipat Thanit trong phim Nong Mai Rai Borisut The Series (Channel 3)             | - Hana Lewis trong phim Diamond Armor Rose (Channel 7)             |
| Best Healthy Star (Sao có sức khỏe tốt nhất)                                         | Best Couple (Cặp đôi được yêu thích)                               |
| - Stephany Auernig (Channel 7)                                                       | - Atthaphan Phunsawat và Jumpol Adulkittiporn từ GMMTV             |
| Best Drama for Family and Society (Phim truyền hình cho gia đình và xã hội hay nhất) | Best Inspirational Program (Chương trình truyền cảm hứng hay nhất) |
| - Phrungni Cha Mai Mi Mae Laeo (LINE TV)                                             | - SUPER 100 (Workpoint TV)                                         |
| Charming Boy (Chàng trai quyến rũ)                                                   | Charming Girl (Cô gái quyến rũ)                                    |
| - Prachaya Ruangroj từ GMMTV                                                         | - Pattarasaya Kreursuwansiri                                       |